# Lasioglossum opacum
Lasioglossum opacum är en biart som först beskrevs av Pérez 1895.  Lasioglossum opacum ingår i släktet smalbin, och familjen vägbin. Inga underarter finns listade i Catalogue of Life.